# Double Dash
Double Dash je hra pro počítače Sinclair ZX Spectrum a kompatibilní (například Didaktik). Jedná se o hru českého původu. Autorem hry je Tomáš Pártl. Vydavatelem hry byla společnost Ultrasoft, která hru vydala v roce 1990. Hru znovu vydala v roce 1991 společnost Proxima - Software v. o. s. jako součást souboru her Letris.
Hra je variantou hry Boulder Dash. Na rozdíl od hry Boulder Dash je Double Dash určena pro dva hráče, kteří musí spolupracovat. Hra se odehrává v podzemí, kde se nachází hlína, kameny, diamanty a nepřátelské postavy. Úkolem hráčů je sbírat diamanty a najít východ z podzemí. Během pohybu na hráče může spadnout kámen, čímž ztrácí život. Kameny ale mohou také zabránit nepřátelským postavám v pronásledování, případně tyto nepřátelské postavy i odstranit. Hra má 24 kol, každé čtvrté kolo je speciální.
Hru je možné ovládat pomocí klávesnice, Sinclair joysticku nebo Kempston joysticku.